# Sennasläktet
Sennasläktet (Senna) är ett växtsläkte i familjen ärtväxter med cirka 250 arter som förekommer vanligen i tropiska och subtropiska områden. Några få arter växer dock i den tempererade regionen.

## Sennablad
Sennae folium skördas från flera arter i släktet, det är dock vanligen arten senna (Cassia alexandrina).
Sennabladen har genom historien används som medicinalväxt vid förstoppning eftersom de har en laxerande effekt och bladen intas då som te. De används också vid läkning av hemorrojder. 

### Egenskaper
Bladen är upp till 6 cm långa, 2 cm breda och mycket kortstjälkade. De är lansettformade, ganska tunna och släta, och med en livligt grön färg.
Sennablad har en svag, egendomlig doft och en obehagligt bitter, söt smak. De innehåller antrakinoner, en amorf glykosid, katartinsyra, olika sockerarter, bitterämnen, spår av harts samt malat och tartrat av kalium, kalcium och magnesium.
Hartsfria sennablad tillverkas genom kall urlakning av bladen med alkohol. Härigenom avlägsnas harts som är illasmakande och orsakar magsmärta hos en del människor.